# Santa Maria da Feira (Aveiro)
Santa Maria da Feira is een stadje en gemeente in het Portugese district Aveiro.
De gemeente heeft een totale oppervlakte van 215 km2 en telde 135.964 inwoners in 2001.
Het stadje heeft ongeveer 11.000 inwoners.

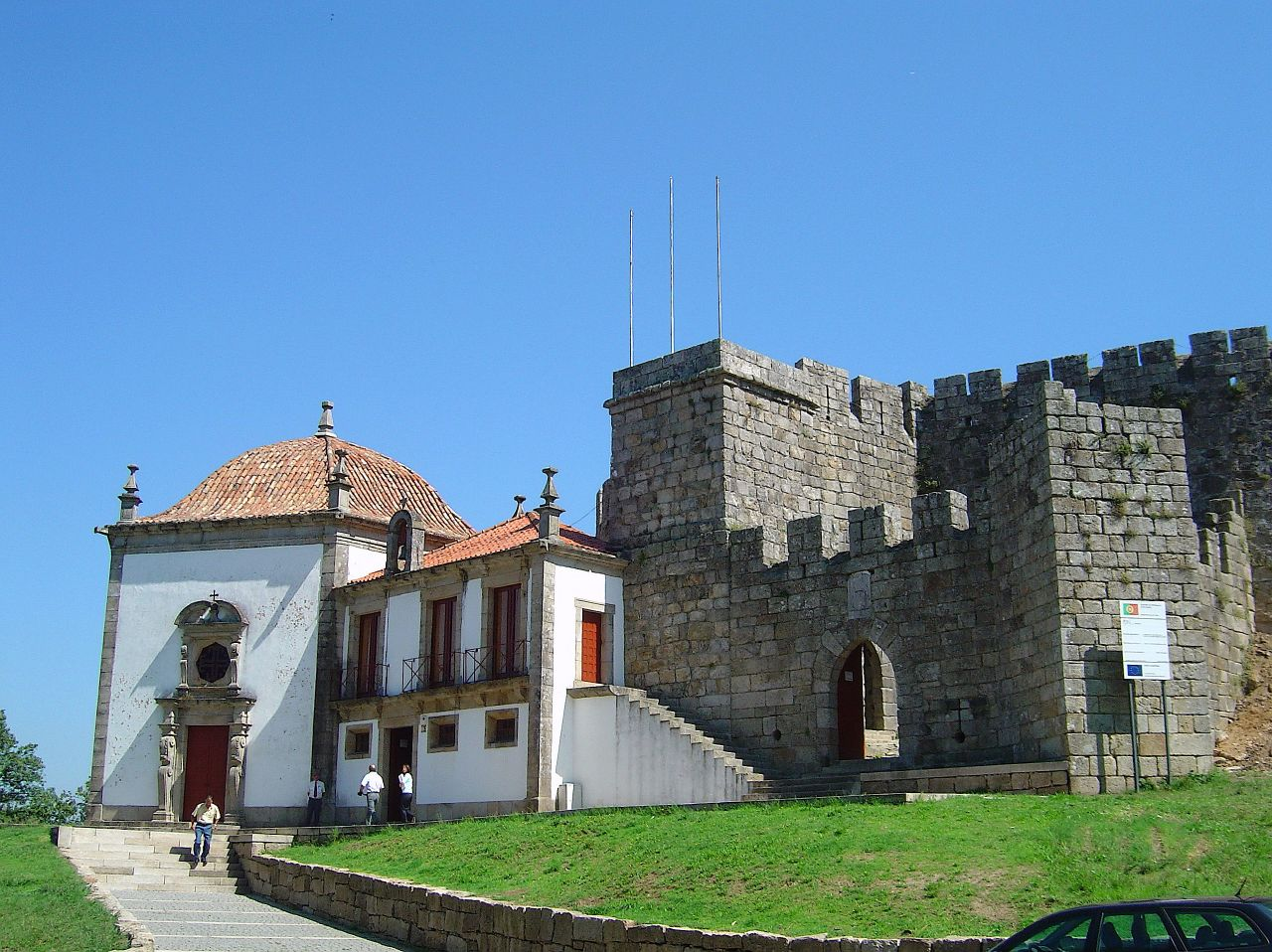
Kasteel

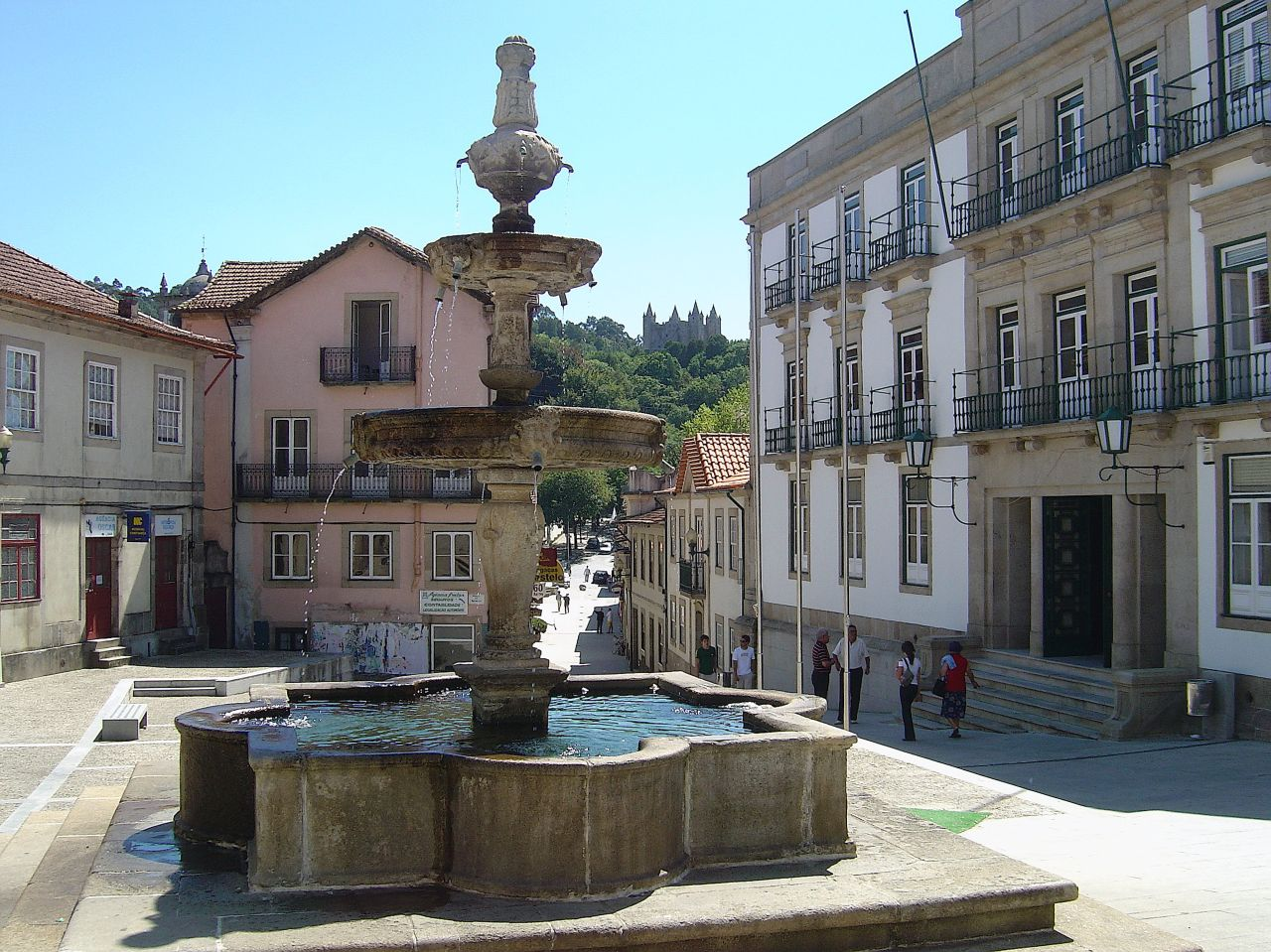
Pça. da República

## Kernen
De volgende freguesias liggen in de gemeente:
- Argoncilhe
- Arrifana
- Canedo
- Escapães
- Espargo
- Feira (Santa Maria da Feira)
- Fiães
- Fornos
- Gião
- Guisande
- Lobão
- Louredo
- Lourosa
- Milheirós de Poiares
- Mozelos
- Mosteiró
- Nogueira da Regedoura
- Paços de Brandão
- Pigeiros
- Rio Meão
- Romariz
- Sanfins
- Sanguedo
- Santa Maria de Lamas
- São João de Vêr
- São Jorge
- São Paio de Oleiros
- Souto
- Travanca
- Vale
- Vila Maior

## Sport
CD Feirense is de belangrijkste sportclub van Santa Maria da Feira. De voetbaltak speelt meerdere seizoenen op het hoogste professionele Portugese niveau.

## Geboren
- André Martins (21 januari 1990), voetballer